# Бихово
Бихово (на сръбски: Бихово) е село в Босна и Херцеговина, разположено в община Требине, в ентитета на Република Сръбска. Населението му според преброяването през 2013 г. е 324 души, от тях: 217 (66,98 %) сърби, 102 (31,48 %) бошняци, 3 (0,92 %) хървати и 2 (0,61 %) други.

## Население
Численост на населението според преброяванията през годините:
- 1961 – 739 души
- 1971 – 445 души
- 1981 – 562 души
- 1991 – 658 души
- 2013 – 324 души